# Taeniolella chrysotricis
Taeniolella chrysotricis är en lavart som beskrevs av Paul Diederich. Taeniolella chrysotricis ingår i släktet Taeniolella, och familjen Mytilinidiaceae. Arten är reproducerande i Sverige.